# 137街-市立學院車站
137街-市立學院車站（英語：137th Street - City College station）是紐約地鐵IRT百老匯-第七大道線一個慢車地鐵站，位於曼哈頓哈萊姆區與漢密爾頓高地137街及百老匯交界，設有1號線（任何時候停站）列車服務。車站鄰近紐約市立學院和河岸州立公園。

## 車站結構
| G        | 街道     | 出入口                                                        |
| P 月台層 | 側式月台 | 側式月台                                                      |
| P 月台層 | 北行慢車 | ← 往范科特蘭公園-242街 (145街) ← 下車月台（部分繁忙時段列車） |
| P 月台層 | 尖峰快車 | → 無定期服務                                                  |
| P 月台層 | 南行慢車 | → 往南碼頭 (125街) →                                          |
| P 月台層 | 側式月台 |                                                               |

此站設有兩個側式月台和三條軌道。以前間中會被用作總站。車站北段設有道岔，容許北行列車進入地下的137街車廠，然後調頭到車站另一側南行。通過車站的中央快車軌道不營運。
在車站南端，軌道由地下抬升至曼哈頓峽谷高架橋。路線於125街車站為高架，然後於116街-哥倫比亞大學車站再次回到地下，容許列車以較平的軌道通過不平的地形。
2005年5月27日9號線停止服務以前，此站是1號線和9號線隔站停靠服務最北的共同停靠站。在北行列車上，此站是車長首次宣佈列車會否隔站停靠的位置。1號線列車乘客以往9號線列車停靠的車站（反之亦然）可在此站轉乘另一列車。

## 延伸閱讀
- Lee Stokey. Subway Ceramics : A History and Iconography. 1994. ISBN 978-0-9635486-1-0

## 外部連結
- nycsubway.org—IRT West Side Line: 137th Street
- nycsubway.org – Fossils Artwork by Steve Wood (1988)（页面存档备份，存于）
- Station Reporter – 1 Train
- Forgotten NY – Original 28 – NYC's First 28 Subway Stations（页面存档备份，存于）
- The Subway Nut – 137th Street–City College Pictures（页面存档备份，存于）
- MTA's Arts For Transit – 137th Street–City College (IRT Broadway–Seventh Avenue Line)
- 137th Street entrance from Google Maps Street View
- Platforms from Google Maps Street View （页面存档备份，存于）